# ボーダー病ウイルス
ボーダー病ウイルス（ボーダーびょうウイルス、英:border disease virus）とはフラビウイルス科ペスチウイルス属に属するRNAウイルス。そのビリオンは球形であり、エンベロープを有する。ゲノムは約12.3kbの一本鎖RNAであり、5'UTRと3'UTRの間に10種のウイルスタンパク質をコードするオープンリーディングフレームを有する。牛ウイルス性下痢ウイルス、豚熱ウイルスとは抗原的に交差する。多くの偶蹄類に感染する。また、ヒツジやヤギに対してはボーダー病を引き起こし、畜産業において経済的損失を生じさせる。ヨーロッパ、アメリカ、オーストラリア，ニュージーランドなど世界中に分布する。日本での報告はない。垂直感染を起こすことがあり、感染の時期により免疫寛容を引き起こす。ペスチウイルス属にはボーダー病ウイルスの他に牛ウイルス性下痢ウイルス1および2、豚熱ウイルスおよびいくつかの暫定的な種が存在する。